# Juan María Benegas Sánchez-Aguirre
Juan María Benegas Sánchez-Aguirre (Sant Sebastià, 28 de desembre de 1934 - 19 de juliol de 2006) fou un futbolista basc de les dècades de 1950 i 1960.

## Trajectòria
Començà la seva carrera professional al Reial Valladolid, on jugà 6 temporades de 1953 i 1959, cinc d'elles a primera divisió. En aquest club competí a la porteria amb un altre gran porter José Luis Saso. A continuació jugà a 5 temporades al Córdoba CF, dues d'elles a Primera. Els seus darrers clubs foren el Deportivo de la Coruña, CE Sabadell, CF Badalona i l'Hèrcules CF. Posteriorment jugà a Toronto Falcons de la NASL.
El 8 de desembre de 1966 jugà amb la selecció catalana un partit benèfic davant una selecció d'estrangers.
El seu fill Francisco de Borja Benegas Alarcón també fou futbolista.